# Tourbière de la Chaux d’Abel

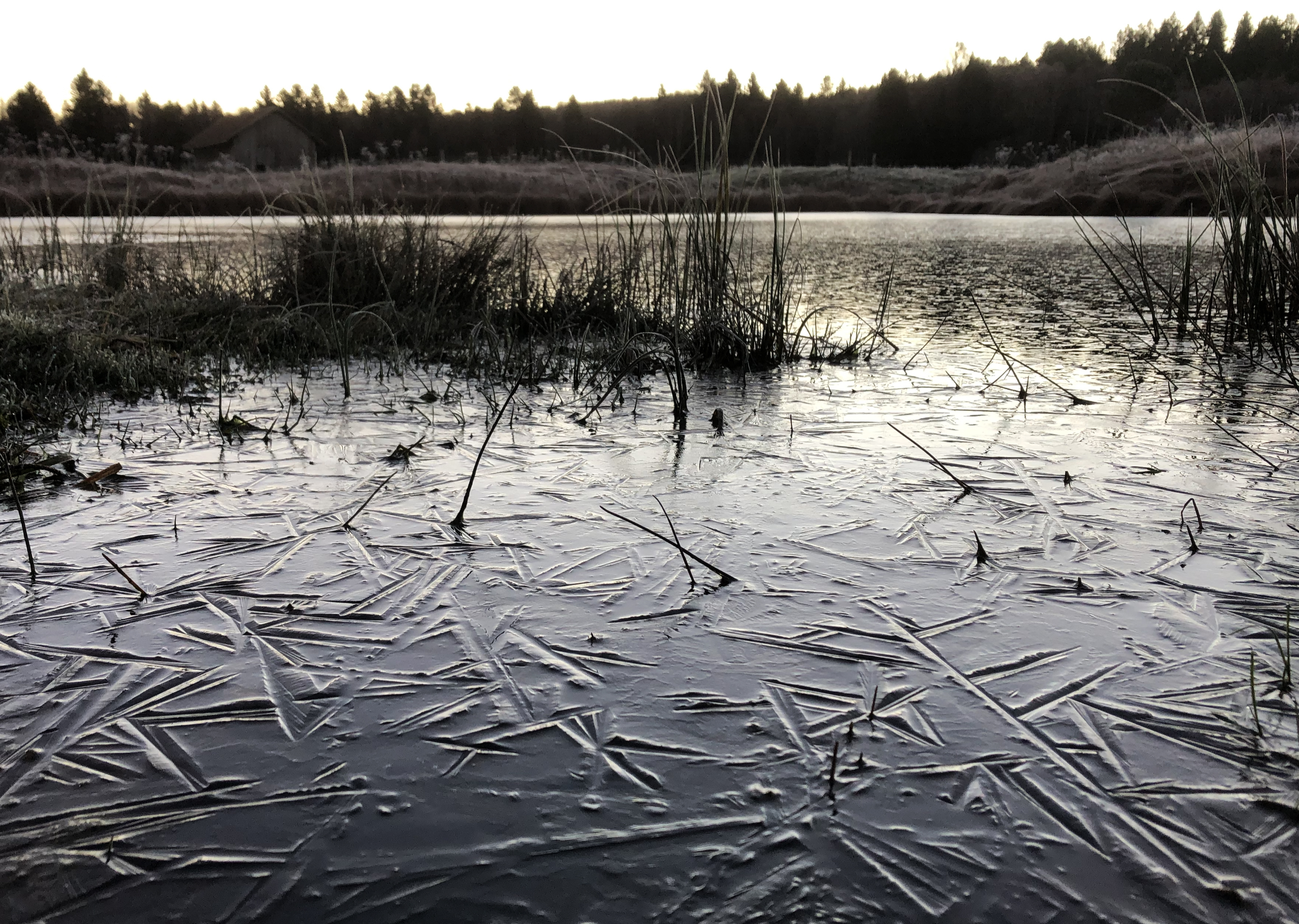
Zugefrorener Weiher im Moorgebiet

Tourbière de la Chaux d’Abel (auch Tourbières de la Chaux d’Abel; deutsch «Torfmoor von La Chaux d’Abel») heisst ein Naturschutzgebiet im äussersten Nordwesten des Berner Juras. Die Landschaft im Westen des Hochplateaus der Freiberge (französisch Franches-Montagnes) umfasst mehrere Gebiete mit einer typischen Moorlandschaft und liegt im Zentrum des grösseren Gebiets La Chaux d’Abel, das sich zudem auch über eine Fläche im Südwesten des Kantons Jura erstreckt und im Bundesinventar der Moorlandschaften von besonderer Schönheit und von nationaler Bedeutung verzeichnet ist.
Das Feuchtgebiet mit seiner Umgebung ist vom Kanton Bern als kantonales Schutzgebiet ausgewiesen. Es ist sowohl ein Objekt des Bundesinventars der Hoch- und Übergangsmoore von nationaler Bedeutung als auch des Inventars der Flachmoore von nationaler Bedeutung im Kanton Bern sowie ein Amphibienlaichgebiet von nationaler Bedeutung. Der Wald beim Moorgebiet ist als kantonales Waldreservat geschützt, und eine Wiese westlich der Siedlung La Tuilerie ist im Bundesinventar der Trockenwiesen und -weiden von nationaler Bedeutung aufgeführt. Das Moorbiotop gilt seit langem als Referenzpunkt für die botanische Forschung. Neben Arealen mit primärer Hochmoorvegetation sind auf anderen Flächen wegen der früheren intensiven Ausbeutung des Torfs nur noch Reste des sekundären Hochmoors vorhanden.

## Lage
Das Torfmoor von La Chaux d’Abel liegt in der hoch gelegenen Landschaft des Plateaujuras im westlichen Abschnitt der Freiberge (französisch Franches-Montagnes) nordwestlich der Ortschaft Saint-Imier an der Grenze zwischen den Kantonen Bern und Jura. Das Gebiet La Chaux d’Abel des Bundesinventars der Moorlandschaften von besonderer Schönheit und von nationaler Bedeutung hat eine Fläche von 193,87 Hektaren. Dieser Raum wird ausserhalb der geschützten Moore von mehreren Einzelhöfen aus landwirtschaftlich genutzt und hat somit mehrheitlich den Charakter einer Kulturlandschaft. Die Kernzone mit einem ausgedehnten Feuchtgebiet befindet sich auf der Höhe von 1005 m ü. M. in einer weiten, offenen Mulde einer schwach ausgeprägten Synklinale nördlich des Höhenzuges von Montagne du Droit und Mont Soleil. Im tiefsten Bereich der Senke liegen zwei künstlich angelegte Weiher, die unter dem Namen Étang du Cerneux-Veusil bekannt sind. Durch das Moor verläuft die Grenze zwischen den bernischen Gemeinden Saint-Imier und Sonvilier. Nördlich davon befindet sich das kleine Dorf Le Cerneux-Veusil-Dessous auf dem Gebiet der jurassischen Gemeinde Muriaux. Auf der Ostseite führt die Kantonsstrasse 248.1 von Les Breuleux nach La Chaux-de-Fonds (Kanton Neuenburg) durch das Gebiet La Chaux d’Abel des Moorlandschaftsinventars und nahe am Torfmoor vorbei.
Je nach Kategorie und Kriterium gelten unterschiedliche Angaben zur Ausdehnung der Schutzareale. Die Flächen mit noch vorhandenem primärem und sekundärem Hochmoor sind 16,73 Hektar gross. Die Zone der Moorflächen und ihrer Umgebung mit der Grösse von rund 40 Hektaren ist als Amphibienlaichgebiet von nationaler Bedeutung definiert.

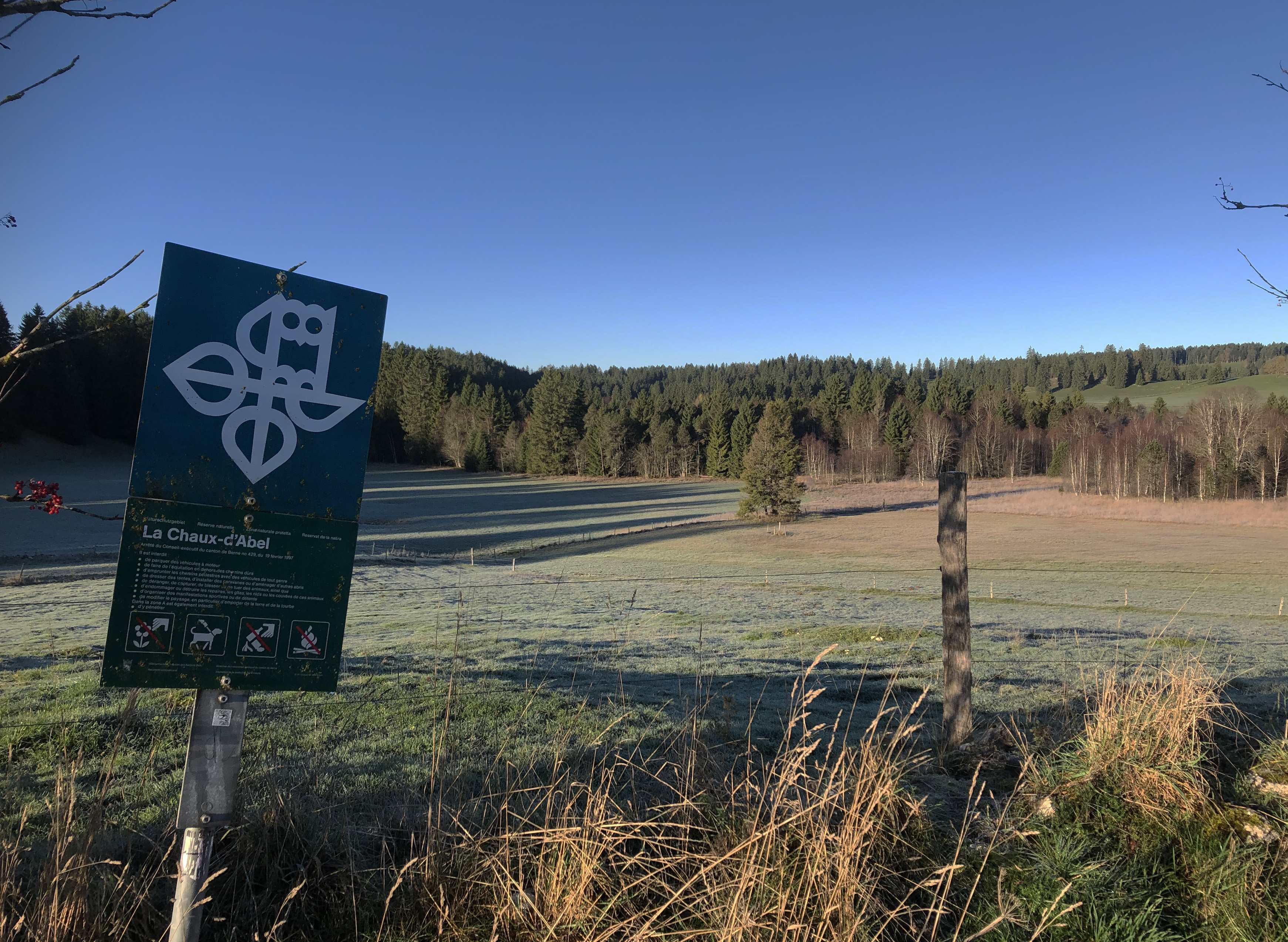
Blick von Osten auf die Moorlandschaft mit dem Waldreservat

## Name
Chaux d’Abel ist der Name der umliegenden, wenig besiedelten Landschaft der Kantone Bern und Jura, und auch einzelne der weit verstreuten Hofsiedlungen tragen denselben Ortsnamen. Das französische Wort chaux, frankoprovenzalisch châls, bedeutet «Weide» und kommt im Westschweizer Jura an zahlreichen Stellen und etwa auch im Ortsnamen der Stadt La Chaux-de-Fonds vor. Der Namensteil Abel geht auf einen Personennamen zurück. In der Region, die früher zum Fürstbistum Basel gehörte, konnten sich im 18. Jahrhundert aus der Deutschschweiz geflohene Täufer ungestört niederlassen; der kleine Raum bildete daher eine deutsche Sprachinsel mitten im heute französischen Sprachgebiet, genauer im Grenzraum zwischen der frankoprovenzalischen Sprache und dem Franc-comtois. Die Gemeinschaft von Täufern in La Chaux d’Abel richtete 1836 eine deutschsprachige Schule ein, die bis 1952 bestand. Auf der Anhöhe von Coronelle neben dem heute geschützten Moorgebiet wurde 1905 eine Kapelle der Mennoniten gebaut. Im hoch gelegenen Alpweidegebiet mit einer traditionellen Milchwirtschaft wird die bekannte Käsespezialität Chaux d’Abel hergestellt.

## Geologie und Klima

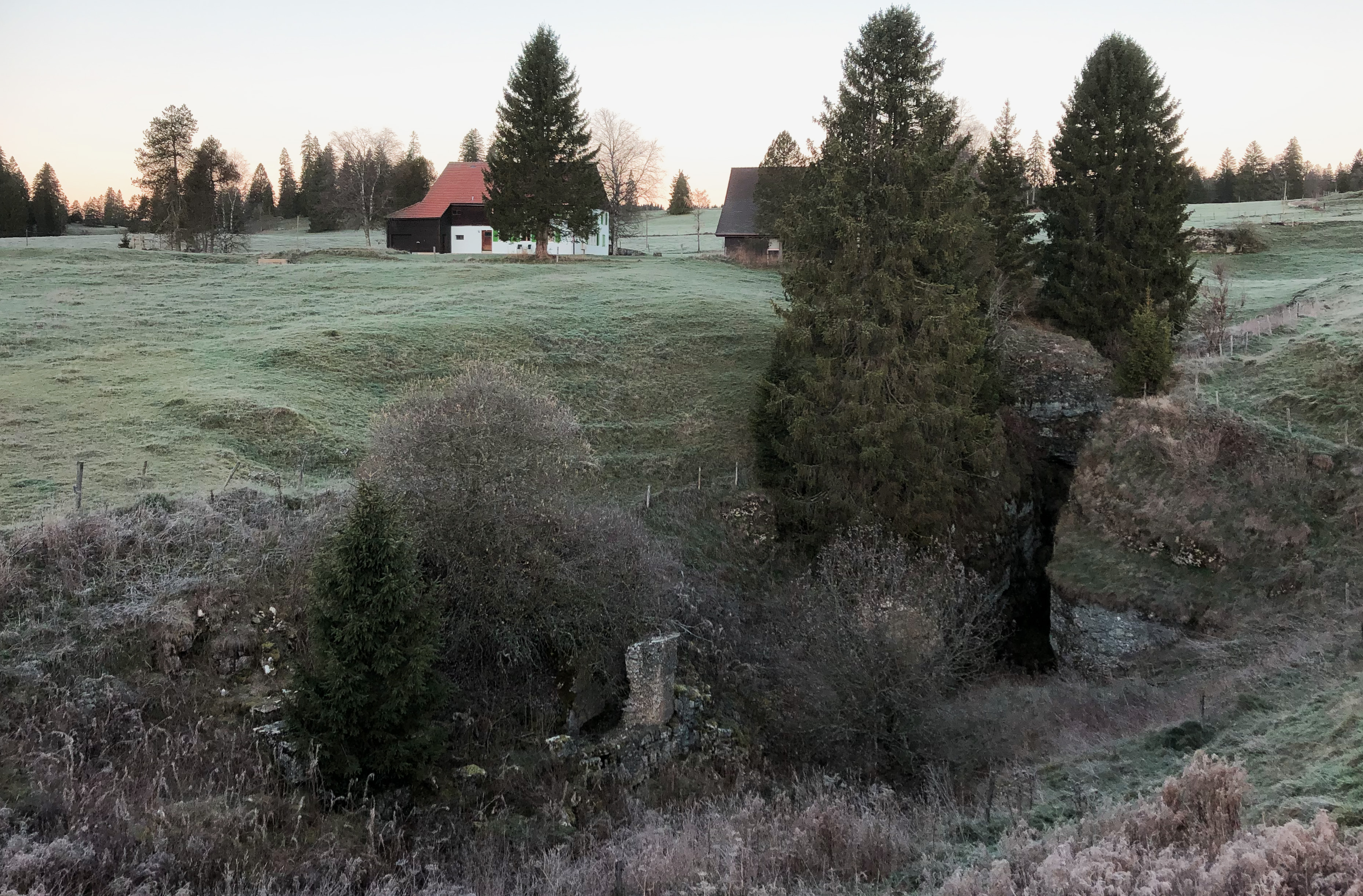
Grosses Schluckloch im Boden bei La Tuilerie; unten Ruinen des ehemaligen Wasserwerks einer Sägerei

Auf dem Hochland des Plateaujuras fehlen Fliessgewässer fast ganz, weil das Niederschlagswasser durch den verkarsteten Felsboden des Kalkmassivs im Untergrund versickert. Nahe beim Torfmoor von La Chaux d’Abel sind im Talboden besonders viele Dolinen entstanden, die das Wasser unterirdisch ableiten. Nur in einem etwa einen Kilometer langen und 300 Meter breiten Bereich mit einer wasserundurchlässigen Trennschicht aus Muschelsandstein und Meeresmolasse des Tertiärs und aus Lehm über dem Kalkfelsen staute sich das Wasser und konnte sich deshalb die Moorvegetation entwickeln. Zudem liegen im Gebiet zwei Quellen, die das Moor regelmässig bewässern. An der tiefsten Stelle der Geländemulde westlich des Moorgebiets und auf der Gemeindegrenze sind zwei kleine künstliche Stauseen angelegt. Der etwa 400 Meter lange Entwässerungskanal Ruisseau des tourbières führt Wasser aus dem Moorgebiet und der anschliessenden Landwirtschaftszone zum unteren See, aus welchem ein kleiner Bach zu einem weiten, tiefen Schluckloch im felsigen Untergrund hinunterfliesst. An den Felswänden des tiefen Einschnitts ist die Molasseschicht unter dem Moor aufgeschlossen. Der Schlund hiess früher auch Sagiloch, weil das Wasser ein Sägewerk in der Vertiefung antrieb. Auf der Siegfriedkarte der Schweiz sind unterhalb der beiden Weiher eine Scierie (Säge) und daneben eine Tuilerie (deutsch «Ziegelei») eingetragen; heute ist nur noch das Gebäude der ehemaligen Ziegelei vorhanden, vom 1944 abgebrannten Sägewerk sind nur noch wenige Ruinenreste zu sehen. Der unterirdische Bach und die Sickergewässer der Dolinen nehmen im Felsboden einen nicht genau bekannten Verlauf. Das Wasser bahnte sich einen Weg entweder zu Quellen fünf Kilometer weiter nördlich im Tal des Doubs, der zum Flussgebiet der Rhone gehört, oder möglicherweise zu den bekannten, kräftigen Karstquellen der Dou und der Raisette bei Cormoret acht Kilometer weiter östlich im Tal der Schüss, also im Flussgebiet des Rheins.
In der mehrere Quadratkilometer grossen Senke von Chaux d’Abel bildet sich je nach Wetterlage ein Kaltluftsee, der die Entwicklung der Vegetation beeinflusst.

## Landschaftsgeschichte
Im Feuchtgebiet von La Chaux d’Abel entstand seit dem Ende des Eiszeitalters ein Hochmoor, dessen Torfschicht bis zum Beginn des 20. Jahrhunderts stellenweise auf 2,5 Meter Dicke angewachsen war. Das Gebiet lag während der grössten Ausdehnung der eiszeitlichen Alpengletscher knapp ausserhalb des vom Rhonegletscher erreichten Gebiets und unterhalb des lokalen Juragletschers am Mont Soleil. In mehreren umliegenden Senken auf dem Plateau der Freiberge sind einige weitere Torfmoore erhalten so wie die Tourbière des Barrières zwei Kilometer nördlich von La Chaux d’Abel bei Le Noirmont und die Moorlandschaften um den Étang de la Gruère und bei Bellelay.
Der Torf wurde bei La Chaux d’Abel im 19. und 20. Jahrhundert intensiv und planmässig ausgebeutet, und parallel dazu entwässerte man durch Drainage weite Teile des Gebiets, um neues Kulturland zu gewinnen. In den trockengelegten Flächen veränderte sich die Pflanzengemeinschaft stark. 1832 brach im für den Torfstich erschlossenen Areal ein Brand aus, der für die Gemeinden Saint-Imier und Sonvilier einen grossen wirtschaftlichen Schaden verursachte. Auf einigen Abschnitten des ausgebeuteten Feuchtgebiets breitete sich Wald aus. Von der Torfgewinnung, die bis 1936 andauerte, sind einige technische Relikte dieser Tätigkeit, zum Beispiel Gleise der ehemaligen Torfbahn, noch vorhanden. 1987 wurde das Moor von La Chaux d’Abel unter Schutz gestellt. Damals waren noch Reste der ursprünglichen Moorvegetation ausserhalb der Torfstichzonen erhalten geblieben. Durch die Absenkung des Wasserspiegels hatte sich die Vegetation bereits stark verändert.
Das Moor ist seit 1991 in der Verordnung über den Schutz der Hoch- und Übergangsmoore von nationaler Bedeutung aufgeführt und seit 1996 im Bundesinventar der Moorlandschaften von besonderer Schönheit und von nationaler Bedeutung (Moorlandschaftsinventar) verzeichnet. Am 19. Februar 1997 stellte die bernische Kantonsregierung das Moorgebiet unter kantonalen Schutz, und 2000 erliess sie allgemeine Schutzbestimmungen über mehrere Moorlandschaften im Berner Jura (Marécages des Pontins, Tourbière de La Chaux-d’Abel, Étang de Gruère, La Chaux-des-Breuleux, Étang de Bellelay), die alle auch als wichtige Amphibienlaichgebiete gelten. Mit dem kommunalen Zonen- und Baureglement vom 15. August 2013 stellte zudem die Gemeinde Saint-Imier die ausgewiesenen Feuchtgebiete auf ihrem Territorium unter Schutz.
Die alten Kanäle sind wegen der Entwässerung des angrenzenden Landwirtschaftsgebiets noch immer in Betrieb und entziehen auch dem geschützten Moor weiterhin Wasser. Die beide Teiche und ihre sumpfige Umgebung bilden ein Feuchtgebiet mit Wasserpflanzen und Schilfzonen, das von landwirtschaftlich genutzten Flächen umgeben ist. Einige Riedgebiete werden als Streuwiesen genutzt.

## Forschungsgeschichte
Seit dem 18. Jahrhundert besuchten Naturkundler das grosse Moorgebiet von La Chaux-d’Abel und untersuchten die dort gedeihende Pflanzenwelt. Seine besondere Stellung in der Geschichte der botanischen Forschung verdankt das Biotop dem Umstand, dass es die Aufmerksamkeit des im benachbarten Juradorf La Ferrière praktizierenden Arztes Abraham Gagnebin (1707–1800), seinerzeit einer der bekanntesten Naturforscher der Schweiz, weckte. Gagnebin stammte aus einer wohlhabenden Familie, der auch der schöne Gutshof La Grande Coronelle nahe beim Moor von Chaux d’Abel gehörte. Der Landarzt errichtete zusammen mit seinem Bruder Daniel Gagnebin (1709–1781) ein Naturalienkabinett in La Ferrière. In Begleitung anderer Naturforscher des Jurabogens unternahm er Forschungsreisen in verschiedene Regionen, machte naturkundliche Beobachtungen und stellte mit den gesammelten Pflanzen ein umfangreiches Herbar zusammen. Er korrespondierte mit bekannten Gelehrten wie Albrecht von Haller in Bern, Johann Rudolph Zwinger in Basel, Johannes Gessner in Zürich, Bernard de Jussieu in Paris und zahlreichen anderen. Um 1764 suchte der Genfer Philosoph Jean-Jacques Rousseau während seines Aufenthalts in Môtiers den renommierten Naturforscher auf und liess sich von ihm anhand der Freiberger Flora und in den Feuchtgebieten von La Chaux d’Abel in das Botanisieren einführen. Mit seinen botanischen Entdeckungen machte Gagnebin die Fachwelt auf die Juramoore aufmerksam, die seither bekannte Lokalitäten der botanischen Kartographie sind. Bei La Chaux d’Abel und an weiteren Orten in der Umgebung entdeckte Abraham Gagnebin als erster in der Schweiz eine hierzulande sehr seltene Pflanze, die Zwergbirke (betula nana). Diesem für die Geschichte der botanischen Forschung im Jura bedeutenden Fund widmete Gagnebin eine besondere Publikation. Die Pflanze ist im nördlichen Alpenvorland ein Glazialrelikt und kommt nur noch an wenigen isolierten Stellen vor. Die Zwergbirke war ein Bestandteil der Tundravegetation, die im Gletschervorfeld der eiszeitlichen Alpengletscher überdauerte und nach dem Abschmelzen der Gletscher fast überall von wärmeliebenden Arten verdrängt wurde. Auf den kalten Jurahöhen registrierte Gagnebin Restbestände der Pflanze, die in der Schweiz als seltene Art auch heute noch vor allem in den Moorgebieten auf dem Hochjura vorkommt.
Nach Abraham Gagnebin führten weitere Botaniker wie Jules Thurmann, Pionier der Pflanzensoziologie in Pruntrut, die Beobachtungen an den Habitaten im Jura weiter. Der Naturwissenschaftler, Apotheker und Naturschützer Louis Nicolet (1859–1934) aus Saint-Imier beschrieb zu Beginn des 20. Jahrhunderts die im Moorgebiet von La Chaux d’Abel vorkommenden Arten – gerade noch vor dem fast vollständigen Abbau des Torfs. Nicolet mahnte – wie schon Leo Lesquereux im frühen 19. Jahrhundert –, die Torfmoore seien auch deshalb zu schützen, weil sie wichtige und im trockenen Juragebiet unverzichtbare Wasserspeicher bildeten.
Als Grund für seine Untersuchungen nannte Nicolet im botanischen Bericht, den die Société jurassienne d’émulation 1916 veröffentlichte, seine pessimistische Einschätzung der Entwicklung im Moorgebiet: «… c’est parce que l’exploitation de ces dernières se terminera dans un avenir assez rapproché. Dans une quinzaine d’années, il n’en restera plus grand chose probablement, peut-être quelques pins où les oiseaux se risqueront à nicher; on aura drainé le sol sur lequel seront installées des cultures, des plantes interessantes, l’Andromède des marais, la Drosera à feuilles rondes, la Canneberge, le Bouleau nain auront disparu, et la roue de la vieille scierie de la Chaux d’Abel, qui vivait péniblement de l’eau de la tourbière, ne tournera plus.» (Ins Deutsche übertragen: «[…] weil die Ausbeutung [des Torfes] bald abgeschlossen sein wird und an seine Stelle Ackerland tritt; es wird nicht mehr viel davon übrig bleiben ausser vielleicht einigen Tannen; die interessanten Pflanzen verschwinden […], und auch das Wasserrad des Sägewerks von La Chaux d’Abel steht still, weil das Wasser aus dem Moor versiegt.») Schon 1907 hatte der Basler Botaniker August Binz in einem botanischen Exkursionsbericht festgestellt: «Ganz anders liegen leider die Verhältnisse bei dem bekannten Torfmoor von ‹La Chaux d’Abel› östlich von Les Bois. Dort ist der schönste Bestand bedroht […], indem bei der Torfgewinnung die oberste Erdschicht abgestochen und beiseite geworfen wird.»

## Flora (nach Nicolet)
Louis Nicolet verzeichnete zu Beginn des 20. Jahrhunderts in den Moorgebieten von La Chaux d’Abel und Les Pontins (südlich von Saint-Imier) eine reiche Pflanzengemeinschaft. Damals waren einige Bereiche der Moore vom Torfabbau noch nicht zerstört. Neben einem Bereich mit Hochmoor liegen Randgebiete mit Flachmoorvegetation.
Nicolet registrierte folgende Moosarten: Sumpf-Torfmoos, Hain-Torfmoos, Wacholder-Widertonmoos, Steifblättriges Frauenhaar, Wetteranzeigendes Drehmoos, verschiedene Schlafmoose und Gabelzahnmoose und das Brunnenlebermoos. Zudem beschrieb er zahlreiche andere Arten, darunter: Flechten, Farne, Schachtelhalme, die Rauschbeere, die Heidelbeere, die Gewöhnliche Moosbeere, die Rosmarinheide und andere Heidekräuter, mehrere Gräser wie etwa das Scheiden-Wollgras, verschiedene Gehölze und Blütenpflanzen, zum Beispiel das Sumpf-Blutauge, das Moor-Labkraut und das Sumpf-Weidenröschen. Davon sind nach der weitgehenden Ausbeutung des Moores nur noch Restbestände übrig geblieben, die sich im Schutzgebiet langsam wieder regenerieren können. Dieser langfristige Erholungsprozess wird mit neueren botanischen Untersuchungen beobachtet.
Mehrere Abschnitte des Schutzgebiets sind von Moorwald und Gebüsch überwachsen. Ein Abschnitt ist als kantonales Waldreservat geschützt. In den für die wirtschaftliche Nutzung schlecht geeigneten Dolinen, deren Boden unstabil ist, haben sich teilweise Wiesenpflanzen und zum Teil Gehölzgruppen angesiedelt. Eine offene Fläche westlich der Gebäudegruppe La Tuilerie ist im Inventar der Trockenwiesen verzeichnet.

## Schutzziele
Gemäss der vom Bundesrat verfügten Moorlandschaftsverordnung vom 1. Mai 1996, die auf das Bundesgesetz vom 1. Juli 1966 über den Natur- und Heimatschutz gestützt ist, gelten für das im Inventar definierte Gebiet diese Schutzziele, die von den Kantonen für die besonderen Schutzgebiete noch detaillierter bestimmt werden können:
- Die Landschaft ist vor Veränderungen zu schützen, welche die Schönheit oder die nationale Bedeutung der Moorlandschaft beeinträchtigen.
- Die für Moorlandschaften charakteristischen Elemente und Strukturen, namentlich geomorphologische Elemente, Biotope, Kulturelemente sowie die vorhandenen traditionellen Bauten und Siedlungsmuster, sind zu erhalten.
- Auf die nach Artikel 20 der Verordnung vom 16. Januar 1991 über den Natur- und Heimatschutz (NHV) geschützten Pflanzen- und Tierarten sowie die in den vom Bundesamt erlassenen oder genehmigten Roten Listen aufgeführten, gefährdeten und seltenen Pflanzen- und Tierarten ist besonders Rücksicht zu nehmen.
- Die nachhaltige moor- und moorlandschaftstypische Nutzung ist zu unterstützen, damit sie so weit als möglich erhalten bleibt.